# Троббер
Троббер (англ. throbber) асинхронный индикатор выполнения, иногда спиннер — графическое изображение в графическом интерфейсе пользователя компьютерной программы, которое анимируется, чтобы показать пользователю, что программа выполняет какое-то действие, но время завершения этого действия не определено (например, если ожидается получение ответа от удалённого сервера), либо не имеет значения.
В отличие от индикатора процесса, троббер занимает мало места. Троббер, располагающийся поверх какого-либо элемента управления, может означать, что именно он недоступен, пока выполняющееся действие не закончится, при этом недоступная область затеняется. Например, на многих видеохостингах троббер отображается поверх области просмотра видеозаписи до тех пор, пока не будет загружена часть видеофайла достаточной для начала воспроизведения длины.
В веб-браузерах тробберы имели форму анимированного логотипа программы. Позже получил распространение кольцеобразный вращающийся троббер. Использование тробберов в прикладных программах стало популярным после появления тачскринов. При использовании мыши, индикатором, сообщавшим о недоступности элементов интерфейса по причине выполнения какой-либо задачи часто становился курсор мыши. В устройствах, использующих тачскрин, курсор мыши отсутствует, и эту функцию переложили на троббер.
В консольных программах в качестве индикатора выполнения может использоваться последовательность сменяющихся символов, например «/-\|».